# Reichsbesoldungsordnung A (1935)
Im Folgenden nun die dem Reichsbesoldungsgesetze vom 16. Dezember 1927 (Reichsgesetzbl. I S. 349) als Anlage 1 beigefügte Besoldungsordnung A, Aufsteigende Gehälter, in der Fassung vom 26. Juni 1935.
Die Besoldungsgruppen waren in die Laufbahnen des höheren Dienstes, des gehobenen mittleren Dienstes, des einfachen mittleren Dienstes und des unteren Dienstes unterteilt. Aus dem gehobenen mittleren Dienst ging 1939 der gehobene Dienst hervor, aus dem einfachen mittleren Dienst der mittlere Dienst. Zeitgleich wurde der untere Dienst in einfacher Dienst umbenannt.
Der Höherer Dienst|höhere Dienst umfasste, neben den Besoldungsgruppen A1 bis A 2c (ab Dezember 1935 A1a bis A 2c 2), auch die Besoldungsgruppen der Besoldungsordnung B.
Das Endamt einer Laufbahn teilte sich mit dem Eingangsamt des nächsthöheren Dienstes dieselbe Besoldungsgruppe, das sogenannte Verzahnungsamt. Das Endamt des gehobenen mittleren Dienstes war ranggleich dem Major oder Korvettenkapitän der Wehrmacht, seit April 1940 in Ausnahmefällen persönlicher Verleihung auch dem des Fregattenkapitäns. Das Endamt des einfachen mittleren Dienstes war ranggleich dem Oberleutnant oder Oberleutnant zur See, das Endamt des unteren Dienstes war ranggleich dem Oberfeldwebel.

## Höherer Dienst

### Besoldungsgruppe A 1, (seit 13. Dezember 1935) Besoldungsgruppe A 1a
- Ministerialräte (ranggleich dem Oberst der Wehrmacht)[3]
- Oberlandforstmeister (zuerst ranggleich dem Oberst, seit 1939 aber dem Generalmajor der Wehrmacht)[4]
- Oberstjägermeister
- Direktor beim Reichstag
- Vortragende Legationsräte
- Gesandte II. Klasse
- Generalkonsuln, soweit nicht in Besoldungsgruppe B 7
- Botschaftsräte
- Mitglieder beim Bundesamt für das Heimatwesen
- Direktor der Reichsstelle für das Auswanderungswesen
- I. Direktor der Römisch-Germanischen Kommission in Frankfurt (Main)
- I. Sekretäre beim Archäologischen Institut des Deutschen Reichs
- Direktoren
  - beim Archäologischen Institut des Deutschen Reiches
  - beim Reichsgesundheitsamt
  - bei der Physikalisch-Technischen Reichsanstalt
  - beim Reichsamt für Landesaufnahme
  - beim Statistischen Reichsamt
  - beim Reichsaufsichtsamt für Privatversicherung
  - beim Reichsversicherungsamt
  - beim Reichspatentamt
- Direktoren des Reichsarchivs
- Direktor des Zentralnachweiseamts für Kriegerverluste und Kriegergräber
- Direktor der Reichsanstalt für Erdbebenforschung in Jena
- Vizepräsident des Reichsversorgungsgerichts
- Senatspräsidenten
  - beim Reichswirtschaftsgericht
  - beim Reichsversicherungsamt
  - beim Reichsversorgungsgericht
- Direktoren der Hauptversorgungsämter
- Abteilungschefs beim Reichskriegsministerium
- Intendanten
- Marineintendanten
- Direktor der Forschungsanstalt für Kriegs- und Heeresgeschichte
- Werftverwaltungsdirektor
- Schiffbaudirektor
- Maschinenbaudirektor
- Hafenbaudirektor
- Strombaudirektoren
- Baudirektor für Unterwasserwaffen
- Vizepräsidenten und Senatspräsidenten bei den Oberlandesgerichten und beim Landeserbhofgericht in Celle (eingefügt am 13. Dezember 1935[5])
- Landgerichtspräsidenten, soweit nicht in der Besoldungsgruppe B 8 (eingefügt am 13. Dezember 1935[5])
- Vizepräsidenten beim Landgericht Berlin (eingefügt am 13. Dezember 1935[5])
- Amtsgerichtspräsidenten (eingefügt am 13. Dezember 1935[5])
- Vizepräsident beim Amtsgericht Berlin (eingefügt am 13. Dezember 1935[5])
- Oberstaatsanwalt als Vertreter des Generalstaatsanwalts beim Kammergericht (eingefügt am 13. Dezember 1935[5])
- Staatsfinanzräte
- Landesfinanzamtsdirektoren
- Finanzgerichtsdirektoren
- Direktor
  - bei der Reichsbauverwaltung
  - beim Reichsmonopolamt für Branntwein
  - beim Reichsamt für Wetterdienst
- Direktoren der Luftämter
- Präsident der Hauptverwaltung der Versorgungsanstalt der Deutschen Reichspost
- Abteilungsdirektoren
  - bei den großen Reichspostdirektionen, deren Präsidenten in der Besoldungsgruppe B 6 oder B 7 stehen
  - beim Reichspostzentralamt[5]

### Besoldungsgruppe A 1b (eingefügt am 13. Dezember 1935)
- Regierungsdirektoren
- Landforstmeister (eingefügt am 30. April 1936[6]) (ranggleich den Oberst der Wehrmacht)[7]
- Landgerichtsdirektoren
- Amtsgerichtsdirektoren
- Oberstaatsanwälte als Leiter von Staatsanwaltschaften bei Landgerichten mit 60 und mehr Richtern im Bezirk und beim Amtsgericht Berlin
- Oberstaatsanwalt als Vertreter des Generalstaatsanwalts beim Landgericht Berlin
- Oberstaatsanwälte als Abteilungsleiter bei den Oberlandesgerichten
- Kommandant des Gemeinschaftslagers Hanns Kerrl[5]
- Direktor der Reichsstelle für Naturschutz (eingefügt am 19. März 1937[8])

### Besoldungsgruppe A 2a
- Oberregierungsräte und Regierungsräte (ranggleich dem Oberstleutnant der Wehrmacht)[3] als Mitglieder
  - beim Reichsgesundheitsamt
  - bei der Physikalisch-Technischen Reichsanstalt
  - bei der Chemisch-Technischen Reichsanstalt
  - beim Statistischen Reichsamt
  - beim Reichsaufsichtsamt für Privatversicherung
  - beim Reichsversicherungsamt
  - beim Reichsversorgungsgericht
  - beim Reichspatentamt
  - bei der Biologischen Reichsanstalt für Land- und Forstwirtschaft
- Reichswirtschaftsgerichtsräte
- Oberfinanzräte und Finanzräte

### Besoldungsgruppe A 2b
- Ministerialbürodirektoren
- Oberregierungsräte
- Oberforstmeister (eingefügt am 30. April 1936[6]) (ranggleich dem Oberstleutnant der Wehrmacht)[7]
- Oberjägermeister
- Direktor
  - der Reichstagsbibliothek
  - des Stenographenbüros
- Oberregierungsbauräte
- Legationsräte I. Klasse
- Gesandtschaftsräte I. Klasse
- Konsuln I. Klasse
- II. Sekretäre beim Archäologischen Institut des Deutschen Reichs
- II. Direktor der Römisch-Germanischen Kommission in Frankfurt (Main)
- Oberregierungsmedizinalräte
- Oberarchivräte
- Direktor der Heeresbücherei
- Oberintendanturräte
- Marineoberintendanturräte
- Marineoberbauräte
- Oberkriegsgerichtsräte
- Marineoberkriegsgerichtsräte
- Direktor der Bücherei beim Reichsgericht
- Bürodirektor beim Reichsgericht
- Oberlandesgerichtsräte (Kammergerichtsräte) (eingefügt am 13. Dezember 1935[5])
- Erbhofgerichtsräte (eingefügt am 13. Dezember 1935[5])
- Landgerichtsdirektoren, soweit nicht in der Besoldungsgruppe A 1b (eingefügt am 13. Dezember 1935[5])
- Amtsgerichtsdirektoren, soweit nicht in der Besoldungsgruppe A 1b (eingefügt am 13. Dezember 1935[5])
- Oberstaatsanwälte Oberstaatsanwälte, soweit nicht in der Besoldungsgruppe A 1b (geändert am 13. Dezember 1935[5])
- Oberregierungsräte als Leiter von Justizvollzugsanstalten (eingefügt am 13. Dezember 1935[5])
- Verwaltungsdirektor bei der Reichsschuldenverwaltung
- Amtsrat
  - als Vorsteher der Hauptbuchhalterei beim Reichsfinanzministerium
  - als Bürovorsteher der Reichsrechnungsstelle beim Reichsfinanzministerium
- Direktor der Reichshauptkasse
- Bürodirektor beim Reichsfinanzhof
- Oberposträte
- Oberpostbauräte
- Generalpostkassenrendant
- Direktor des Reichspostmuseum
- Direktor der Reichsstelle für Schulwesen (eingefügt am 19. März 1937[8])
- Oberstudienrat bei der Reichsstelle für Schulwesen (eingefügt am 19. März 1937[8])

### Besoldungsgruppe A 2c 1. Abteilung (eingefügt am 13. Dezember 1935)
- Landräte
- Oberforstmeister, soweit nicht in der Besoldungsgruppe A 2b (eingefügt am 30. April 1936[6])
- Oberamtsrichter als aufsichtsführende Richter bei Amtsgerichten mit mindestens 3 planmäßigen Richterstellen und als Abteilungsleiter bei größeren Amtsgerichten
- Erste Staatsanwälte
- Regierungsräte als Leiter von Justizvollzugsanstalten
- Regierungsmedizinalräte
- Oberpfarrer[5] (ranggleich dem Oberstleutnant der Wehrmacht)[9]

### Besoldungsgruppe A 2c, (seit 13. Dezember 1935) Besoldungsgruppe A 2c 2. Abteilung (Eingangsamt des höheren Dienstes / Endamt des gehobenen mittleren Dienstes)
- Reichstagsarchivare (ranggleich dem Major der Wehrmacht)[10]
- Reichstagsbibliothekare
- Reichstagsstenographen
- Regierungsräte
- Regierungsbankräte
- Regierungsbauräte
- Legationsräte
- Bibliothekare
- Konsuln II. Klasse
- Gesandtschaftsräte II. Klasse
- Vizekonsuln
- Legationssekretäre
- Assistenten beim Archäologischen Institut des Deutschen Reichs
- Archivräte
- Regierungsmedizinalräte
- Regierungsapotheker
- Verwaltungsdirektoren bei den Reichstheatern
- Heeresmusikinspizient (ranggleich dem Major der Wehrmacht)[11]
- Luftwaffenmusikinspizient (eingefügt am 19. März 1937[8])
- Studienräte
- Intendanturräte
- Marineintendanturräte
- Forstmeister (ranggleich dem Major der Wehrmacht)[7]
- Pfarrer
- Kriegsgerichtsräte
- Oberstabsapotheker
- Tierärzte
- Marinebauräte
- Marinepfarrer
- Marinekriegsgerichtsräte
- Regierungschemiker
- Marinelotsenkommandeur
- Justiz- und Kassenräte (eingefügt am 13. Dezember 1935[5])
- Landgerichtsräte (eingefügt am 13. Dezember 1935[5])
- Amtsgerichtsräte (eingefügt am 13. Dezember 1935[5])
- Staatsanwälte (eingefügt am 13. Dezember 1935[5])
- Regierungsräte als Leiter von Justizvollzugsanstalten, soweit nicht in der Besoldungsgruppe A 2c 1 (eingefügt am 13. Dezember 1935[5])
- Betriebsdirektor bei der Reichswasserstraßenverwaltung
- Posträte
- Postbauräte

## Gehobener mittlerer Dienst

### Besoldungsgruppe A 2d
- Amtsräte
- Rendant der Legationskasse
- Kanzler bei den Botschaften, Gesandtschaften und Generalkonsulaten
- Verwaltungsdirektoren bei der Reichsschuldenverwaltung, soweit nicht in der Besoldungsgruppe A 2b
- Zollräte
- Steuerräte
- Postamtmänner in Stellen von besonderer Bedeutung

### Besoldungsgruppe A 2e (eingefügt am 13. Dezember 1935)
- Katasterdirektoren[5]

### Besoldungsgruppe A 3a (eingefügt am 13. Dezember 1935)
- Regierungslandmesser[5]

### Besoldungsgruppe A 3, (seit 13. Dezember 1935) Besoldungsgruppe A 3b
- Amtmänner, technische und nichttechnische (ranggleich dem Major der Wehrmacht)[10]
  - Amtmänner
  - Verwaltungsamtmänner
  - Vermessungsamtmänner
  - Intendanturamtmänner
  - Marineintendanturamtmänner
  - Justizamtmänner (eingefügt am 13. Dezember 1935[5])
  - Finanzamtmänner
  - Steueramtmänner
  - Zollamtmänner
  - Postamtmänner
  - Forstamtmänner (ranggleich dem Major der Wehrmacht)[7]
- Kanzler bei den Auslandsbehörden des Auswärtigen Amts, soweit nicht in der Besoldungsgruppe A 2d
- Vorsteher der Remonteämter als Leiter besonders großer Remonteämter Vorsteher besonders großer Remonteämter sowie Leiter des landwirtschaftlichen Betriebs bei besonders großen Remonteämtern (geändert am 19. März 1937[8])
- Marinestabsingenieure
- Hafenkapitäne
- Justizverwaltungsräte (eingefügt am 13. Dezember 1935[5])
- Abteilungsvorsteher bei der Reichsdruckerei

### Besoldungsgruppe A 3c (eingefügt am 13. Dezember 1935)
- Fachschuloberlehrer (ranggleich dem Hauptmann der Wehrmacht)[10]
- Amtsanwälte
- Oberamtsanwälte als Leiter von Amtsanwaltschaften und als Stellvertreter des Leiters
- Oberingenieur beim Untersuchungsgefängnis Berlin-Moabit[5]

### Besoldungsgruppe A 4a
- Regierungsoberinspektoren und Regierungsinspektoren, soweit nicht in den Besoldungsgruppen A 4b und A 4c
  - beim Reichsgesundheitsamt
  - bei der Physikalisch-Technischen Reichsanstalt
  - bei der Chemisch-Technischen Reichsanstalt
  - beim Statistischen Reichsamt
  - beim Reichsaufsichtsamt für Privatversicherung
  - beim Reichswirtschaftsgericht
  - beim Reichsversicherungsamt
  - beim Reichsversorgungsgericht
  - beim Reichspatentamt
  - bei der Biologischen Reichsanstalt für Land- und Forstwirtschaft
- Technische Oberinspektoren und technische Inspektoren bei der Physikalisch-Technischen Reichsanstalt
- Oberfinanzinspektoren und Finanzinspektoren

### Besoldungsgruppe A 4b, (seit 13. Dezember 1935) Besoldungsgruppe A 4b 1. Abteilung
- Oberinspektoren, technische und nichttechnische
  - Oberinspektoren
  - Regierungsoberinspektoren
  - Regierungsoberbauinspektoren
  - Verwaltungsoberinspektoren
  - Oberintendanturinspektoren
  - Marineoberintendanturinspektoren
  - Reichskriegsgerichtsoberinspektoren (eingefügt am 30. September 1936[12])
  - Marinejustizoberinspektoren
  - Oberwerftinspektoren
  - Justizoberinspektoren (hinzugefügt am 13. Dezember 1935[5])
  - Obersteuerinspektoren
  - Oberzollinspektoren
  - Nautische Oberinspektoren
  - Oberpostinspektoren
  - Oberpostbauinspektoren
  - Obertelegrapheninspektoren
- Oberlandmesser
- Obertrigonometer
- Obertopographen
- Oberkartographen
- Stabszahlmeister
- Heeresverpflegungsamtsvorsteher
- Heeresbekleidungsamtsvorsteher in München
- Heeresunterkunftsamtsvorsteher
- Vorsteher der Remonteämter, soweit nicht in der Besoldungsgruppe A 3 Vorsteher der Remonteämter sowie Leiter des landwirtschaftlichen Betriebs, soweit nicht in der Besoldungsgruppe A 3b (geändert am 19. März 1937[8])
- Waffenoberrevisoren
- Marineverpflegungsamtsvorsteher
- Marineunterkunftsamtsvorsteher
- Magazinvorsteher beim Arsenal Kiel
- Marineoberingenieure
- Abteilungsführer beim Gemeinschaftslager Hanns Kerrl (hinzugefügt am 13. Dezember 1935[5])
- Lotsenoberinspektor bei der Reichswasserstraßenverwaltung
- Bezirkszollkommissare
- Oberpostmeister

### Besoldungsgruppe A 4b 2. Abteilung (eingefügt am 13. Dezember 1935)
- Oberinspektoren, soweit nicht in der Besoldungsgruppe A 4b 1
- Technische Oberinspektoren, soweit nicht in der Besoldungsgruppe A 4b 1
- Justizoberinspektoren, soweit nicht in der Besoldungsgruppe A 4b 1
- Verwaltungsoberinspektoren, soweit nicht in der Besoldungsgruppe A 4b 1
- Dolmetscherinspektoren, Dolmetscheroberinspektoren
- Oberlehrer bei den Justizvollzugsanstalten[5]

### Besoldungsgruppe A 4c 1. Abteilung (eingefügt am 13. Dezember 1935)
- Justizinspektoren (ranggleich dem Oberleutnant der Wehrmacht)[10]
- Verwaltungsinspektoren[5]

### Besoldungsgruppe A 4c, (seit 13. Dezember 1935) Besoldungsgruppe A 4c 2. Abteilung (Eingangsamt des gehobenen mittleren Dienstes/Endamt des einfachen mittleren Dienstes)
- Inspektoren, technische und nichttechnische
  - Inspektoren
  - Regierungsinspektoren
  - Regierungsbauinspektoren
  - Bibliothekinspektoren
  - Verwaltungsinspektoren
  - Intendanturinspektoren
  - Marineintendanturinspektoren
  - Reichskriegsgerichtsinspektoren (eingefügt am 30. September 1936[12])
  - Marinejustizinspektoren
  - Marineinspektoren
  - Werftinspektoren
  - Nautische Inspektoren
  - Finanzinspektoren, soweit nicht in der Besoldungsgruppe A 4a (eingefügt am 19. März 1937[8])
  - Steuerinspektoren
  - Zollinspektoren
  - Postinspektoren
  - Postbauinspektoren
  - Telegrapheninspektoren
- Obermaschinenmeister beim Reichstag
- Ministerialkanzleivorsteher
- Konsulatssekretäre
- Kartographen
- Trigonometer
- Topographen
- Photogrammeter
- Theaterrentmeister, Theaterinspektoren und Kammermusiker bei den Reichstheatern
- Zahlmeister, Oberzahlmeister
- Remonteamtsverwalter
- Betriebsleiter bei den Remonteämtern
- Waffenrevisoren
- Marineingenieure
- Werkstättenvorsteher
- Marinelotsen
- Seekapitäne (ranggleich dem Oberleutnant zur See (Kriegsmarine))[13]
- Justizinspektoren, soweit nicht in der Besoldungsgruppe A 4c 1 (eingefügt am 13. Dezember 1935[5])
- Erste Seesteuermänner
- Erste Seemaschinisten
- Lotsen
- Kanzleivorsteher
  - beim Reichsgericht
  - beim Reichsfinanzhof
- Obergärtner bei der Biologischen Reichsanstalt für Land- und Forstwirtschaft
- Kanalmeister bei der Reichswasserstraßenverwaltung auf besonders wichtigen Dienstposten
- Zollkapitäne
- Postmeister

### Besoldungsgruppe A 4d
Obersekretäre und Sekretäre des Besoldungsgesetzes vom 30. April 1920/17. Dezember 1920, die auf Grund des Beschlusses der Reichsregierung vom 9. März 1921 die Ergänzungsprüfung bis zum 29. Februar 1928 abgelegt haben.
Beamte der vormaligen Landesverwaltungen, die im Landesdienst eine der Ergänzungsprüfung des Reichs entsprechende Prüfung abgelegt haben oder nach Landesrecht den hiernach geprüften Beamten gleichgestellt sind. (Absatz angefügt am 13. Dezember 1935)

### Besoldungsgruppe A 4e (eingefügt am 13. Dezember 1935)
- Ministerialregistratoren (ranggleich dem Oberleutnant der Wehrmacht)[10]
- Gewerbekontrolleure Gewerbeoberkontrolleure (geändert am 19. März 1937[8])

### Besoldungsgruppe A 4f (eingefügt am 30. April 1936)
- Revierförster (ranggleich dem Oberleutnant der Wehrmacht)[7]
- Oberförster[5] (ranggleich dem Hauptmann der Wehrmacht)[7]

### Besoldungsgruppe A 5a
- Werksekretäre
- Photographen (ranggleich dem Leutnant, seit April 1940 dem Oberleutnant der Wehrmacht)[14]
- Lithographen (ranggleich dem Leutnant, seit April 1940 dem Oberleutnant der Wehrmacht)[14]
- Kupferstecher
- Heeresschneidermeister
- Heeresschuhmachermeister
- Obermeister im Reichsluftaufsichtsdienst (eingefügt am 19. März 1937[8])
- Telegraphenoberwerkmeister

### Besoldungsgruppe A 5b (Eingangsamt des gehobenen mittleren Dienstes/Endamt des einfachen mittleren Dienstes)
- Ministerialkanzleisekretäre
- Kanzleisekretäre
  - beim Reichstag
  - beim Reichsgericht
  - beim Reichsfinanzhof
  - beim Reichsgesundheitsamt
  - beim Statistischen Reichsamt
  - beim Reichsaufsichtsamt für Privatversicherung
  - beim Reichswirtschaftsgericht
  - beim Reichsversicherungsamt
  - beim Reichsversorgungsgericht
  - beim Reichspatentamt
  - bei der Reichsschuldenverwaltung
- Theaterobermeister bei den Reichstheatern
- Landwirtschaftliche Sekretäre bei den Remonteämtern
- Waffenmeister
- Nautische Sekretäre
- Betriebsleiter (Kompaßverwalter, Instrumentenverwalter, Kartenverwalter, Fahrzeugverwalter, Leiter der Werftfeuerwehr, Leiter der Werftpolizei) bei militärischen Dienststellen
- Gerichtsvollzieher (eingefügt am 13. Dezember 1935[5])
- Zugführer beim Gemeinschaftslager Hanns Kerrl (eingefügt am 13. Dezember 1935[5])
- Oberverwalter bei den Justizvollzugsanstalten (eingefügt am 13. Dezember 1935[5])
- Betriebsleiter bei den Justizvollzugsanstalten (eingefügt am 13. Dezember 1935[5])
- Maschinenbetriebsleiter auf Seezollkreuzern
- Betriebsleiter bei der Reichsbauverwaltung
- Hauptbrandmeister (eingefügt am 19. März 1937[8])

### Besoldungsgruppe A 5c(gestrichen am 30. April 1936)
- Revierförster
- Förster[6]

## Einfacher mittlerer Dienst

### Besoldungsgruppe A 6
- Oberwerkmeister
- Maschinenmeister
  - bei der Physikalisch-Technischen Reichsanstalt
  - beim Küsten- und Vermessungswesen
  - beim Reichskanalamt und beim Leuchtfeuer Warnemünde
  - in der Betriebsverwaltung der Deutschen Reichspost
- Galvanoplastiker
- Zweite Seesteuermänner (ranggleich dem Leutnant zur See (Kriegsmarine))[13]
- Zweite Seemaschinisten
- Schiffsobermaschinisten
- Schiffskapitäne
- Seeoberschleusenmeister
- Kanalmeister bei der Reichswasserstraßenverwaltung, soweit nicht in der Besoldungsgruppe A 4c
- Hafenmeister
- Baggermeister
- Oberzollschiffer
- Oberzollmaschinisten
- Telegraphenwerkmeister
- Telegraphenbauführer
- Werkmeister im Kraftwagendienst

### Besoldungsgruppe A 7, (seit 13. Dezember 1935) Besoldungsgruppe A 7a
- Hausinspektor
  - bei der Präsidialkanzlei
  - bei der Reichskanzlei
- Sekretäre, technische und nichttechnische (ranggleich dem Leutnant der Wehrmacht)[10]
  - Sekretäre
  - Regierungssekretäre
  - Verwaltungssekretäre
  - Theatersekretäre
  - Reichskriegsgerichtssekretäre (eingefügt am 30. September 1936[12])
  - Justizsekretäre (eingefügt am 13. Dezember 1935[5])
  - Finanzsekretäre
  - Steuersekretäre
  - Zollsekretäre
  - Postsekretäre
  - Telegraphensekretäre
- Kanzleivorsteher, soweit nicht in der Besoldungsgruppe A 5b
- Beleuchtungsmeister bei den Reichstheatern
- Betriebsmeister
  - bei militärischen Dienststellen
  - bei der Reichswasserstraßenverwaltung
- Verwalter bei den Justizvollzugsanstalten (eingefügt am 13. Dezember 1935[5])
- Brandmeister (eingefügt am 19. März 1937[8])
- Meister im Reichsluftaufsichtsdienst (eingefügt am 19. März 1937[8])
- Postverwalter[5]

### Besoldungsgruppe A 7b (eingefügt am 13. Dezember 1935)
- Erste Maschinenmeister (ranggleich dem Leutnant der Wehrmacht)[14]
- Werkmeister bei den Justizvollzugsanstalten[5]

### Besoldungsgruppe A 8a (Eingangsamt des einfachen mittleren Dienstes/Endamt des unteren bzw. einfachen Dienstes)
- Assistenten, technische und nichttechnische (ranggleich dem Oberfeldwebel der Wehrmacht)[10]
  - Assistenten
  - Verwaltungsassistenten
  - Theaterassistenten
  - Beleuchtungsassistenten bei den Reichstheatern
  - Reichskriegsgerichtsassistenten (eingefügt am 30. September 1936[12])
  - Nautische Assistenten
  - Justizassistenten (hinzugefügt am 13. Dezember 1935[5])
  - Justizvollstreckungsassistenten (hinzugefügt am 13. Dezember 1935[5])
  - Finanzassistenten
  - Steuerassistenten
  - Zollassistenten
  - Postassistenten
  - Telegraphenassistenten
- Maschinenmeister beim Reichstag
- Werkführer
- Oberbotenmeister bei der Reichskanzlei
- Präparatoren
- Küster
- Mühlenmeister
- Backmeister
- Regimentssattlermeister
- Oberbauaufseher
- Erste Werkführer bei den Justizvollzugsanstalten (hinzugefügt am 13. Dezember 1935[5])
- Lokomotivführer
- Dritte Seesteuermänner
- Dritte Seemaschinisten
- Seeschleusenmeister
- Schiffsmaschinisten
- Schiffsführer
- Schleusenmeister
- Obergeldzähler
- Zollschiffer
- Zollmaschinisten
- Unterbrandmeister (eingefügt am 19. März 1937[8])
- Untermeister im Reichsluftaufsichtsdienst (eingefügt am 19. März 1937[8])
- Telegraphenwerkführer

## Unterer Dienst

### Besoldungsgruppe A 8b
- Postassistenten (weiblich)

### Besoldungsgruppe A 9
- Kanzleiassistenten
- Fernsprechgehilfen
- Landkartendrucker
- Maschinenmeister
- Maschinenmeister
  - beim Bildungswesen, bei den Heeresunterkunftsämtern und beim Sanitätswesen
  - bei militärischen Dienststellen
  - beim Reichsgericht
  - bei den Gerichten und Justizvollzugsanstalten (hinzugefügt am 13. Dezember 1935[5])
  - beim Reichspatentamt
  - bei der Biologischen Reichsanstalt für Land- und Forstwirtschaft (eingefügt am 19. März 1937[8])
  - bei der Reichswasserstraßenverwaltung, soweit nicht in der Besoldungsgruppe A 6
  - bei der Reichsbauverwaltung
- Hausmeister, Theatermeister, Oberbeleuchter, Tapeziermeister, Maschinenmeister, Magazinmeister, Requisitenverwalter, Obergarderobiers und Rüstmeister bei den Reichstheatern
- Magazinmeister
- Futtermeister
- Seekartendrucker
- Erste Hauptwachtmeister, Hauptwachtmeister, Oberwachtmeister und Werkführer bei den Justizvollzugsanstalten (hinzugefügt am 13. Dezember 1935[5])
- Telegraphisten bei der Reichswasserstraßenverwaltung
- Gasmeister
- Geldzähler
- Postkraftwagenführer

### Besoldungsgruppe A 10, (seit 13. Dezember 1935) Besoldungsgruppe A 10a
- Ministerialamtsgehilfen (ranggleich dem Feldwebel der Wehrmacht)[10]
- Amtsgehilfen
  - beim Reichstag
  - bei den Auslandsbehörden des Auswärtigen Amts
  - beim Reichserbhofgericht
  - bei der Reichshauptkasse
  - beim Reichsfinanzhof
- Maschinisten
- Oberbotenmeister (ranggleich dem Feldwebel, zuletzt aber dem Oberfeldwebel der Wehrmacht)[10]
- Ministerialhausinspektoren
- Oberzähler (eingefügt am 13. Dezember 1935[5])
- Drucker
- Laboranten
- Lagermeister
- Betriebsassistenten
- Bauaufseher
- Gruppenleiter
- Garderobiers
- Theaterwarte
- Pförtner
- Bühnenmaschinisten
  - Reichskriegsgerichtswachtmeister (eingefügt am 30. September 1936[12])
- Brückenaufseher
- Magazinaufseher
- Hausinspektor
  - beim Reichsgericht
  - beim Reichspatentamt
  - beim Reichsfinanzhof
- Reichsgerichtswachtmeister
- Schleusenverwalter
- Materialienverwalter
- Fährmeister
- Weichengehilfen
- Zollbootsleute
- Schiffsheizer
- Zollbetriebsassistenten
- Steuerbetriebsassistenten
- Forstaufseher (ranggleich dem Oberfeldwebel der Wehrmacht)[7]
- Postbetriebsassistenten
- Telegraphenleitungsaufseher
- Oberpostschaffner (auf besonders wichtigen Dienstposten im Päckereidienst, Geldzustelldienst, Bahnpostdienst und Briefverteilungsdienst für Zusteller)[5]

### Besoldungsgruppe A 10b (eingefügt am 13. Dezember 1935)
- Justizoberwachtmeister
- Justizwachtmeister
- Zähler bei der Münzverwaltung und bei der Lotterieverwaltung
- Oberpedelle bei den Universitäten[5]

### Besoldungsgruppe A 11
- Botenmeister (ranggleich dem Feldwebel der Wehrmacht)[10]
- Amtsgehilfen, soweit nicht in der Besoldungsgruppe A 10
- Kastellane
- Technische Gehilfen
- Kassengehilfen (eingefügt am 13. Dezember 1935)
- Gerichtswachtmeister
- Hausmeister bei den Versorgungskrankenanstalten
- Oberaufseher bei den Versorgungskrankenanstalten
- Marinejustizwachtmeister
- Leuchtturmaufseher
- Schleusenoberwärter
- Leuchtfeuerwärter
- Steuerwachtmeister
- Zollwachtmeister
- Postschaffner
- Maschinisten, soweit nicht in Besoldungsgruppe A 10
- Drucker, soweit nicht in Besoldungsgruppe A 10
- Bauaufseher, soweit nicht in Besoldungsgruppe A 10[5]

### Besoldungsgruppe A 12
- Heizer
- Hauswarte
- Brückenwärter
- Lagerwarte
- Schießstandaufseher
- Krankenhausgehilfen
- Wächter
- Waldhüter
- Postboten